# Dražůvky
Dražůvky település Csehországban, Hodoníni járásban. Dražůvky Želetice, Strážovice, Stavěšice, Věteřov, Archlebov, Lovčice és Ždánice településekkel határos. Lakosainak száma 253 fő (2024. január 1.).

## Népesség
A település lakosságának változását az alábbi diagram mutatja:
| Lakosok száma | 352  | 383  | 449  | 386  | 308  | 259  | 278  | 279  | 252  | 253  |
|               | 1869 | 1890 | 1921 | 1950 | 1980 | 2001 | 2017 | 2019 | 2022 | 2024 |